# Um Dreiga
Um Dreiga (en árabe: أم ادريكة‎, en lenguas bereberes: ⵓⵎ ⴷⵔⵉⴳⴰ en francés: Oum Dreyga) es un municipio del Sáhara Occidental controlado por Marruecos, en la provincia de Río de Oro. Hasta 1976 perteneció al Sahara español.